# Rauvolfiasläktet
Rauvolfiasläktet (Rauvolfia) är ett släkte i familjen oleanderväxter med cirka 60 arter med pantropisk utbredning. Flera arter används som medicinalväxter och rauvolfia (R. serpentina) odlas som krukväxt i Sverige. Ibland ses den felaktiga stavningen Rawolfia.
Släktet innehåller buskar och träd med mjölksaft. Bladen sitter 3-6 kransställda, stipler saknas. Blommorna sitter i toppställda (någon gång i bladvecken), flock- eller kvastlika knippen. Foderbladen är sammanväxta endast vid basen. Kronan har en cylindrisk blompip med flikar som överlappar åt vänster. Ståndarna är fästade ovanför mitten av blompipen. fruktämnet består av två karpeller som är fria till helt sammanväxta. Hos vissa arter utvecklas bara en karpell till frukten, medan hos andra utvecklas båda.

### Webbkällor
- Svensk Kulturväxtdatabas
- Tropicos
- Flora of Zimbabwe - Rauvolfia